# Wszeliwy
Wszeliwy – wieś w Polsce położona w województwie mazowieckim, w powiecie sochaczewskim, w gminie Iłów.
Sołectwo Aleksandrów-Wszeliwy tworzą wsie Aleksandrów i Wszeliwy.
| SIMC    | Nazwa          | Rodzaj    |
| ------- | -------------- | --------- |
| 0566724 | Kamieńszczyzna | część wsi |

Prywatna wieś szlachecka położona była w drugiej połowie XVI wieku w powiecie gąbińskim ziemi gostynińskiej województwa rawskiego. W latach 1975–1998 miejscowość administracyjnie należała do województwa płockiego.
We wsi park podworski z początku XX wieku.
W 1875 we Wszeliwach urodziła się polska malarka Stanisława de Karłowska, która od 1896 przebywała poza ojczyzną. W latach 1898–1914 odwiedzała rodzinne strony, towarzyszył jej mąż Robert Bevan, brytyjski malarz. Podczas pobytów urządzali plenery malarskie, których owocem były liczne pejzaże okolic Wszeliwów oraz wizerunki miejscowych chłopów w strojach ludowych.